# Nyabibugu (periodiskt vattendrag i Burundi, Cankuzo)
Nyabibugu är ett periodiskt vattendrag i Burundi.   Det ligger i provinsen Cankuzo, i den östra delen av landet, 140 km öster om huvudstaden Bujumbura.
I omgivningarna runt Nyabibugu växer huvudsakligen savannskog. Runt Nyabibugu är det ganska tätbefolkat, med 90 invånare per kvadratkilometer.